# Eva Lisec
Eva Lisec (Celje, 17 giugno 1995) è una cestista slovena.

## Carriera
Con la Slovenia ha disputato tre edizioni dei Campionati europei (2017, 2019, 2021).